# Gmina Radgoszcz
Die Gmina Radgoszcz ist eine Landgemeinde im Powiat Dąbrowski der Woiwodschaft Kleinpolen in Polen. Ihr Sitz ist das gleichnamige Dorf mit etwa 3700 Einwohnern.

## Gliederung
Zur Landgemeinde (gmina wiejska) Radgoszcz gehören folgende fünf Dörfer mit sieben Schulzenämtern (sołectwa):
Luszowice
Małec
Radgoszcz – mit den sołectwa I–III
Smyków
Żdżary
Weitere Ortschaften der Gemeinde sind Kaczówka, Krokusy, Świerża und Żabno.